# Illa de Tamana
Tamana és l'illa més petita de les illes Gilbert. És accessible tant en vaixell com per aire amb Air Kiribati i Coral Sun Airways una vegada a la setmana (codi aeroportuari TMN).
Tamana és la segona illa més al sud del grup d'illes Gilbert, i també és l'illa habitada més petita de Kiribati. L'illa té aproximadament 6 km de longitud, 1 km d'amplada màxima, i una superfície total de 4.73 km². Tamana és una illa d'escull sense llacuna.